# Il reverendo Jules
Il Reverendo Jules (in francese L'Abbé Jules, 1888) è un romanzo di stile realista dello scrittore francese Octave Mirbeau. È stato pubblicato in traduzione italiana anche col titolo L'abate Giulio.

## Trama
Il personaggio centrale, Jules Dervelle, è un sacerdote cattolico, in cui carne e spirito sono in ribellione contro la violenza della famiglia, la corruzione della sua Chiesa e, più generalmente, contro l'oppressione della società, che soffoca ferocemente le aspirazioni degli individui. Il romanzo racconta la scoperta progressiva di questo prete maledetto, insieme spregevole e vittima della nevrosi, malattia moderna per eccellenza, da parte del giovane nipote, narratore della storia, che ne è affascinato e spaventato.
Per sottolineare le contraddizioni irrisolvibili e nevrotiche di questo personaggio misterioso, incapace di reprimere i propri impulsi e tormentato tra il desiderio sessuale e la morale religiosa che gli impone una castità ecclesiastica contro natura, Mirbeau mette in opera la psicologia del profondo, sotto l'influenza della rivelazione di Dostoevskij.
Un altro personaggio, marginale, ma originale e importante, è un monaco mezzo matto, il padre Pamphile, che vive da solo in un'abbazia rovinata, l'abbazia du Réno, e vorrebbe ricostruire la cappella della chiesa colle elemosine ricevute durante 40 anni di accattonaggio.

## Traduzioni
Il romanzo del Mirbeau è stato tradotto due volte in italiano : L'Abate Giulio, Salani, Firenze, 1901, traduzione di Albertina Palau; e Il Reverendo Jules, Marsilio, Venezia, 2003, traduzione di Ida Porfido.

## Edizioni
- Octave Mirbeau, Il reverendo Jules, Ollendorff, 1888,  p. 322.